# Dřeváky

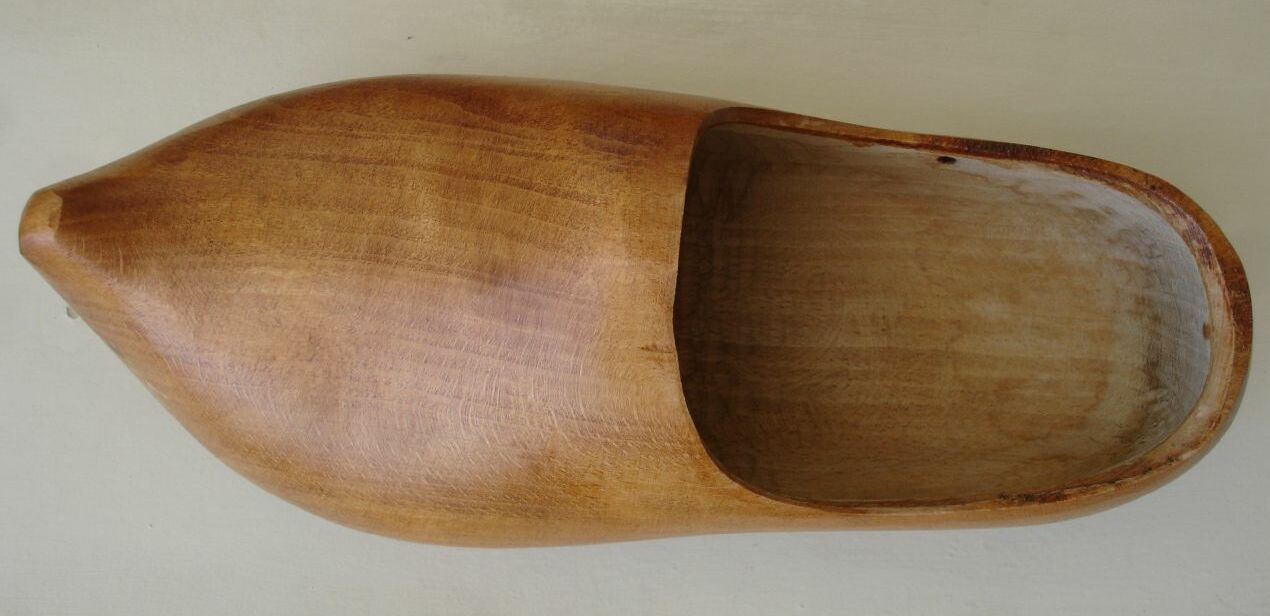
Dřevák

Dřeváky jsou obuv, vyrobená zpravidla zcela či částečně ze dřeva.
V minulosti se jednalo o levnou a snadno vyrobitelnou lidovou obuv, jako takové se používaly v mnoha zemích na světě. Pracovní dřeváky byly obvykle hladké a jednoduché. Dřeváky pro sváteční chvíle bývaly oproti tomu velmi často řezbářsky zdobeny různými lidovými či přírodními motivy.
V dnešní době se jedná spíše o zvláštní módní druh obuvi, který může být vyráběn i z jiných přírodních materiálů než je dřevo. Dnešní dřeváky obvykle mívají podobu otevřených sandálů, kdy dřevo (nebo jiný dřevu podobný materiál) tvoří podrážku boty, svršek boty pak tvoří kůže, koženka nebo jiný plast.
Výhodou dřevěné obuvi je také to, že zpravidla nedeformuje nožní klenbu a anatomický tvar nohy tak zůstává plně zachován. Vhodné jsou i pro některé typy alergií. Dobré dřeváky vyrobené z tvrdého dřeva mohou mít i relativně velmi dlouhou životnost.

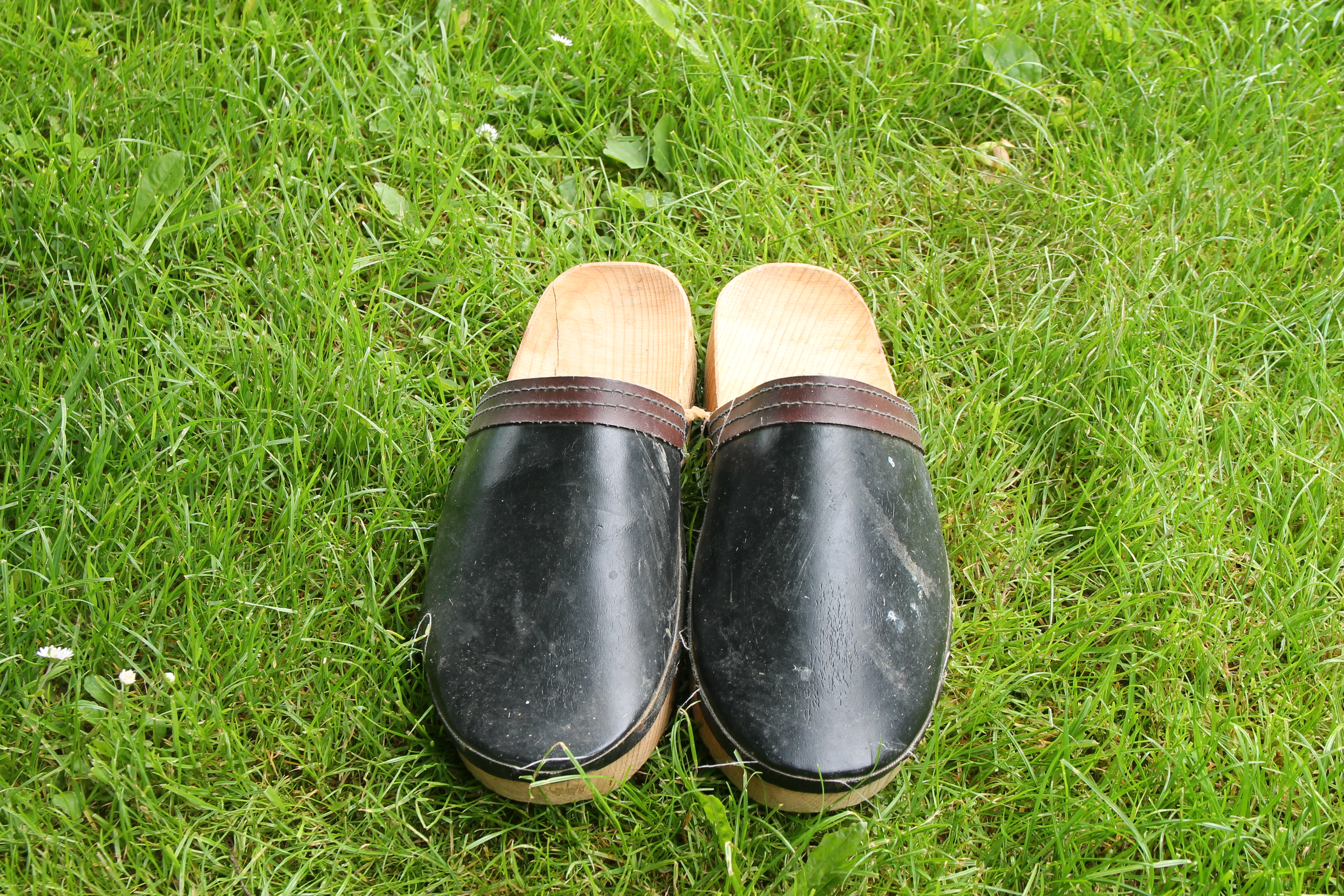
Mejšle

V jižních Čechách a v Pošumaví se nosily polodřeváky – mejšle či nejšle.